# 尤金·山道
尤金·山道（Eugen Sandow；1867年4月2日—1925年10月14日），本名弗里德里希·威廉·穆勒（Friedrich Wilhelm Müller ，德語：[ˈfʁiːdʁɪç ˈvɪlhɛlm ˈmʏlɐ]），是一名普鲁士健美运动员，号称现代健美之父。1901年，他伦敦的皇家阿尔伯特音乐厅举办了世界上第一个大型健美比赛，与阿瑟·柯南·道尔等一起担任评委。 

## 生平
他于1867年4月2日出生于普魯士王國柯尼斯堡（今加里寧格勒）的一个犹太人家庭。他的父亲是德国人，而他的母亲是俄罗斯血统。虽然他的父母都出生于犹太家庭，但后来都成为路德宗信徒，也希望他成为一名路德宗牧师:6。为避免服兵役，他于1885年离开普鲁士游历欧洲，曾加入马戏团，并取了化名尤金·山道。
在布鲁塞尔，他参观了路德维格·德拉克（Ludwig Durlacher）的健身房，并受到后者赏识和指导，让他前往伦敦参加大力士比赛，由此出名。
小弗洛伦茨·齐格菲尔德想在芝加哥举行的1893年芝加哥哥伦布纪念博览会上雇佣他进行表演，但之前莫里斯·格劳（Maurice Grau）已经签下山道，每周支付1000美元。齐格菲尔德虽然给不了那么多，但同意以总收入的10%作为补偿。

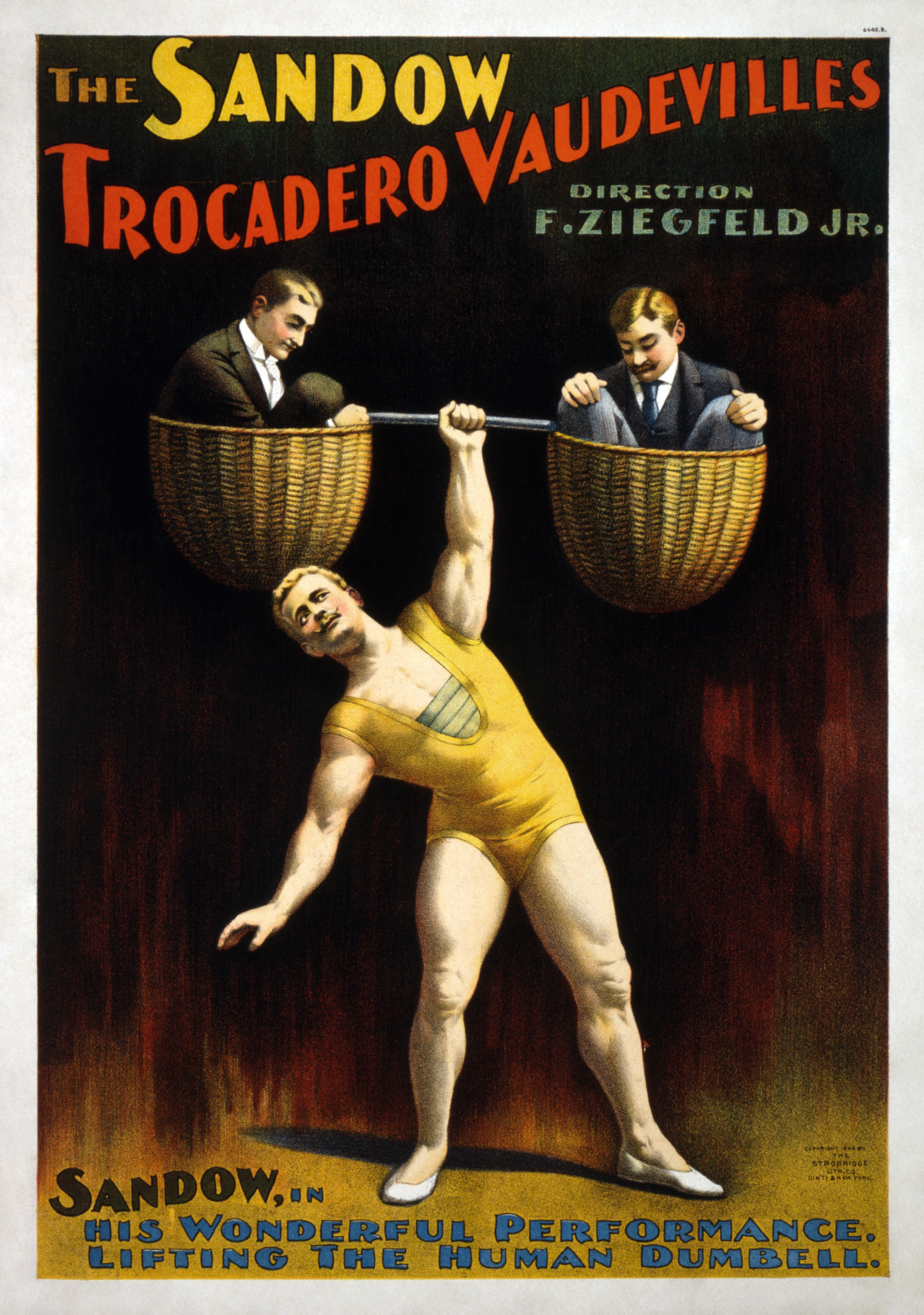
小弗洛伦茨·齐格菲尔德制作的1894年海报

1894年，爱迪生影业拍摄了以他为主角的三部短片《山道》（Sandow）。他开设了自己的健身房“Sandow Institute”，1898年，他创办月刊《山道体育杂志》（Sandow's Magazine of Physical Culture），随后又出版了不少体育类书籍，并创造了“body-building”（健美）一词。
1901年，山道在伦敦皇家阿爾伯特音樂廳举办了世界上第一场大型健美比赛。会场人满为患。主持比赛的三位评委是雕塑家查尔斯·贝内特·劳斯、作家阿瑟·柯南·道尔和山道本人。
1902年，山道在纽约市的举重比赛中被凯蒂·布鲁姆巴赫击败。这场胜利后，布鲁姆巴赫给自己改了姓“Sandwina”（Sandow一名的女性化）。
他周游世界，去过南非、印度、日本、澳大利亚、新西兰等。从1909年开始，他自费为英國陸軍預備役部隊新兵提供训练，使他们达到体能标准。
1911年，他成为乔治五世的体育老师。

### 去世

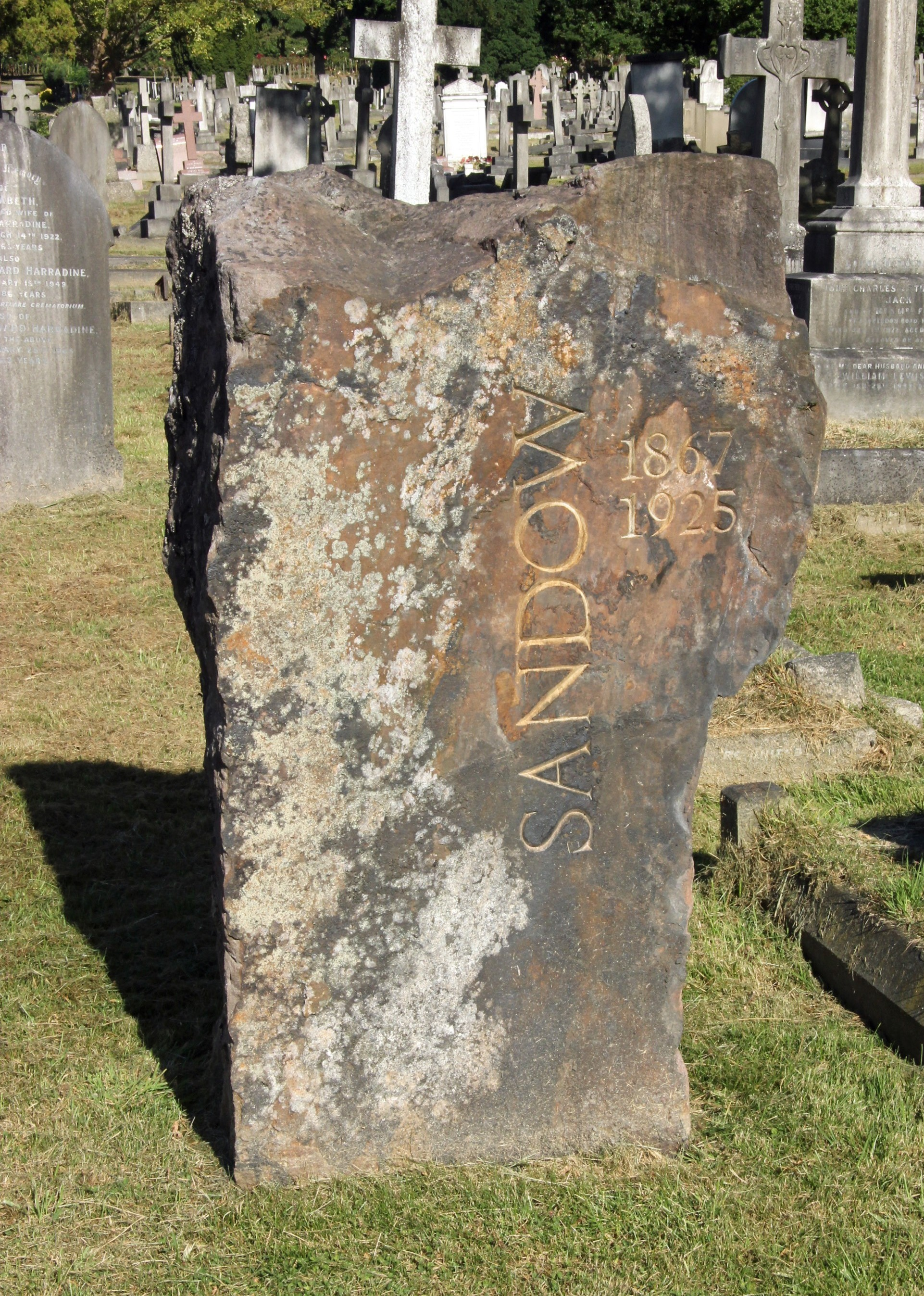
普特尼谷公墓的山道墓

山道于1925年10月14日在伦敦肯辛顿的家中去世，当时报道称他死于腦出血，享年58岁。据称，这是由于他两三年前在没有帮助的情况下，用力将一辆遭遇车祸的汽车从沟里抬出来所致。其死亡报告显示死因为主動脈瘤，但其实他没有经过尸检。
应妻子的要求，桑多安葬在帕特尼谷公墓（Putney Vale Cemetery），未树立墓碑，传闻这是因为他婚后出轨。但她的妻子对原因一直避而不谈。2002年，他的墓碑才由仰慕者树立起来，2008年由其后代重新立碑。

## 个人生活
山道于1894年与曼彻斯特摄影师沃里克·布鲁克斯（Warwick Brooks）的女儿布兰奇·布鲁克斯结婚，育有两个女儿。

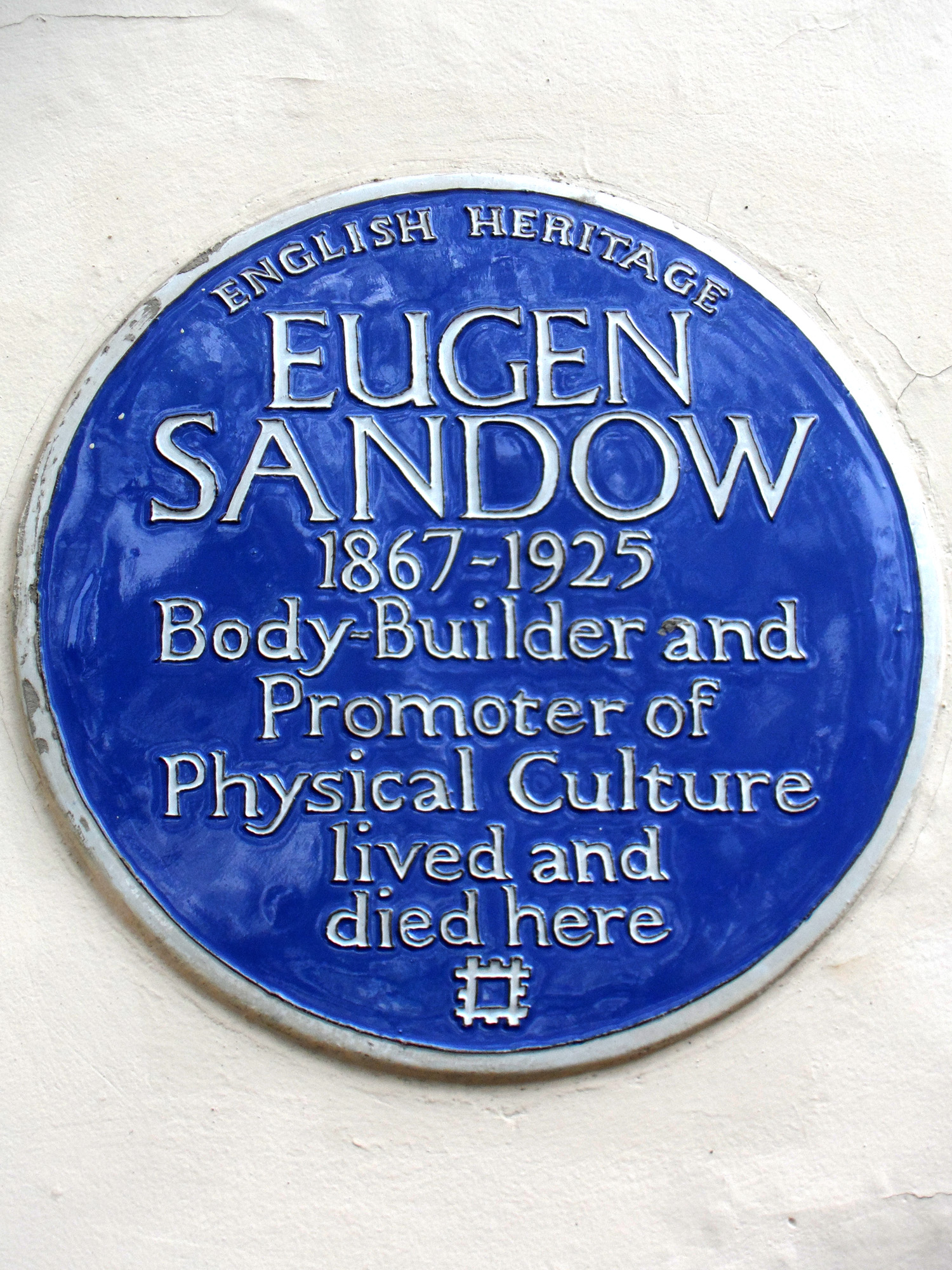
荷兰公园大道故居的蓝色牌匾

他在伦敦肯辛顿荷兰公园大道（Holland Park Avenue）的家是他的崇拜者、一个印度商人（Dhunjibhoy Bomanji）1906年赠与的，后者因为采用了他的锻炼方法而改善了身体健康。

## 作品
- "How to Preserve Health and Attain Strength", Cosmopolitan, vol. XVII, no. 2, June 1894, pp. 169-176.
- Sandow's System of Physical Training (1894)
- Sandow on Physical Training (1894)
- Strength and how to Obtain It (1897)
- Sandow's Magazine of Physical Culture (1898–1907)
- Body-Building
- Strength and Health
- The Construction and Reconstruction of the Human Body (1907)
- Life is Movement (1919)